# Ormosia costulata
Ormosia costulata är en ärtväxtart som först beskrevs av Friedrich Anton Wilhelm Miquel, och fick sitt nu gällande namn av Anthonia Kleinhoonte. Ormosia costulata ingår i släktet Ormosia och familjen ärtväxter. Inga underarter finns listade i Catalogue of Life.